# جاكسون اندروز
جاكسون اندروز (بالإنجليزية: Steven Slocum)‏ هو مصارع محترف أمريكي، ولد في 5 نوفمبر 1979 في هيوستن في الولايات المتحدة.

## روابط خارجية
- جاكسون اندروز على موقع كلية كرة السلة في سبورتس رفرنس.كوم (الإنجليزية)
- جاكسون اندروز على موقع ريلجم (الإنجليزية)
- جاكسون اندروز على موقع CageMatch worker (الإنجليزية)